# Biserica „Sf. Nicolae” a fostului schit Bălteni
Biserica „Sf. Nicolae” a fostului schit Bălteni este un monument istoric aflat pe teritoriul satului Bălteni; comuna Periș.
Biserică monumentală înaltă, cu arcade. Nu e pictată. Prevăzută cu pridvor exterior și contraforți; zid gros de 80 cm. Plan trilobat, cu zid între naos și pronaos. Catapeteasma este din lemn, pictată și întărită cu grinzi din stejar. Se află pe amplasamentul vechii mănăstiri Bălteni. Biserica are trei compartimente interioare, pronaos, naos și altar, iar pe latura vestică un pridvor deschis care se continuă pe laturile de nord și sud până în dreptul naosului. Ușa de intrare, aflată pe zidul de vest, are un ancadrament de piatră format din trei părți, două laterale și una de închidere în care este săpată pisania Ferestrele, fără ancadramente, sunt înguste, câte una pe zidurile de nord și sud.Naosul,este acoperit de o boltă semicilindrică longitudinală întreruptă de o calotă sferică așezată pe pandantivi și  arce. Pridvorul deschis, construit din cărămidă.are laturile de nord și sud boltite cu câte un semicilindru iar latura vestică are planșeu din lemn deasupra căruia se ridică un turn clopotniță, de mici dimensiuni, tot din lemn.La exterior biserica este consolidată de contraforți, trei scurți sub ferestrele absidelor în axele construcției și doi înalți până la cornișă, așezați simetric pe absida altarului. Construit la sfârșitul sec.XVI,ca mânăstire a monahiei Anghelina fiica maicii Catalina și a lui Badea  fost mare vornic de Măgurele,după moartea monahiei Anghelina, în timpul domniei lui Simion Movilă (1600-1602) mânăstirea a fost arsă și pustiită de tătari. Prin căsătoria vornicului Hrizea cu fiica armașului Dumitrașcu, Hrizea devine posesorul satului Bălteni, unde construiește actuala biserică.
Biserica ”Sf. Nicolae” a fostului schit Bălteni, spune legenda, a fost ridicata la sfârșitul sec. XVI in urma unui vis pe care l-a avut in acest loc voievodul Radu Negru, înaintea unei lupte cu tătarii. Ea avea sa servească drept fortăreață, adăpost și loc de rugăciune. Locul mănăstirii era în acea vreme ca și o insula care avea sa împiedice atacurile inamicului, stejarii seculari ai codrilor Vlăsiei constituind un zid de neînvins. 

Arsă și pustiită de tătari în timpul domniei lui Simion Movila (1600-1602), biserica a fost refăcuta ”de în temei”, ne spune o inscripție prinsa deasupra ușii pronaosului, în 1626 de vornicului Hrizea Coconu stăpânul satului Bălteni, în timpul domniei lui Radu Mihnea Voievod. Biserica, înaltă și zveltă, este din cărămida, nepictată, cu acoperiș din șindrila. Zidurile, sprijinite de contraforți masivi, au o grosime de 80 cm, dându-i aspectul de adevărata cetate. Naosul si pronaosul sunt despărțite de un zid iar catapeteasma din anul 1800 este din lemn, pictata si întărita cu grinzi din stejar. Biserica cu plan trilobat, are un pridvor deschis, cu arcade de cărămida sprijinite pe stâlpi fasonați, care învăluie pronaosul pe trei sferturi din înălțimea sa. Forma deosebita si modul de construcție al pridvorului fac ca aceasta biserica sa nu se încadreze în nici un tipar, fiind unicat pe aceste meleaguri. Arhitectura deosebita, turla de deasupra pronaosului, scara de acces spre aceasta, zidăria in cărămida aparenta, forma si materialul învelitorii conferă acestei biserici o valoare deosebita. Biserică monumentală înaltă, cu arcade. Nu e pictată. Prevăzută cu pridvor exterior si contraforți; zid gros de 80 cm. Plan trilobat, cu zid între naos si pronaos. Catapeteasma este din lemn, pictată si întărită cu grinzi din stejar. Se află pe amplasamentul vechii mănăstiri Bălteni. Biserica cu hramul "Sf. Nicolae" a fostului schit Bălteni se află în satul Bălteni, com. Periș, județul Ilfov. Este așezată la limita de est a localității menționate, pe marginea terasei unui promontoriu. Spre est o pantă abruptă de cca. l5 m, iar spre sud și nord-est pante line de cca. 30 m despart biserica de apele lacului Scroviștea (Bălteni), liman fluviatil al Ialomiței. Pisania, așezată deasupra ușii de acces în pronaos, menționează atât anul construirii cât și ctitorul: 
„"+Acest sf[â]nt și dumnezeescu hramu al sfântului mare arhiereu Nicolae, zidit-o-am de în temeiu eu, robul lui H[risto]s Hrizea Mare-Dvornic; den cât m'au dat Dumnezeu cheltuii, și, ajutându Dumnezeu, radicat-am această sfânta rugă în slava și lauda lui Dumnezeu celui slăvit in Troița și în numele marelui Sfântului Nicolae, făcatoriu de ciude, si se-au început în zilele lumina[tului] Domn Io Alexandru fecior Radului...; 1626".”
În dreapta ușii de acces în pronaos o altă inscripție, pictată, menționează, de asemenea, numele ctitorului și perioada construirii: "Pis Stoica, meșterul ca să știi de cându am făcut jețulu la sf[â]nta și dumnezeiasca [biserică], și au fostu părintele ...., egumen, și au fost [ctitor] Hriza Vornicul și Dumitra[na], în zilele [lui Alexandru Vodă]". 
Surse de arhivă, citate de literatura de specialitate, atestă existența, în acest loc, a unei mănăstiri anterioare construcției lui Hrizea. Un document din 1628, mai 16, menționează că în primii ani ai secolului XVII, mănăstirea aparținea maicii Anghelina, fata maicii Catilina, fiică a Badii vornicul de la Măgurele, din neamul boierilor din Cojești și că fusese arsă de turci și se pustiise în timpul domniei lui Simeon Voievod, maica Anghelina însăși murind în aceeași perioadă: "Murind Anghelina Monahia, în timpul domniei lui Simeon Vv, și mănăstirea ce o avea la Bălteni arzând și pustiindu-se în zilele lui Simeon Voievod...când s-a întâmplat Țării multă răutate, de a ars și mănăstirea și satul". 
La 1642 Hrizea închina mănăstirea Bălteni mănăstirii Ivir de la Athos, prin intermediul mănăstirii Radu-Vodă din București, mănăstire la construirea căreia Hrizea fusese ispravnic și unde avea să fie îngropat: "Aceste sate și ocine..., cumpărate și câștigate de Hrizea Vornic din agoniseala și munca lui, din tinerețe și până la bătrânețe, de la Radul Vv. Și de la toți domnii, până în zilele lui Matei Vel vornic, și le-a dăruit mănăstirii lui Băltenii, întemeiată și făcută din temelie și închinată metoh mănăstirii Ivir de la Sf. Munte". 
După 1648, documentele privitoare la schitul Bălteni lipsesc până spre mijlocul secolului XIX. În 1836 biserica a fost reparată de săteni, conform unei inscripții aflată pe o piatră din pardoseala naosului și a fost donată tâmpla. La 1851 mănăstirea Radu-Vodă a reparat biserica și a făcut-o biserică de mir, având ca preoți călugări veniți, prin rotație, de la Radu-Vodă. În 1855 polcovniceasa Ștefana a pardosit lăcașul cu cărămidă. În același an este menționat primul preot de mir adus de săteni, preotul Dumitrache; acesta a rămas puțin timp aici, fiind înlocuit de părintele Nicolae care a primit un loc lângă biserică, pe care a construit o casă cu cărămidă din ruinele schitului. Marea majoritate a sătenilor (satul se afla deja pe actualul amplasament) foloseau, de asemenea, ruinele schitului ca sursă de material de construcție. În 1864 la secularizarea averilor mănăstirești, biserica a devenit oficial biserică de mir. În 1885 a fost reparat acoperișul bisericii și a fost înlocuită podeaua din cărămidă cu una din lespezi din piatră de către Administrația Domeniului Coroanei, fiind prima lucrare de acest gen efectuată de Domeniu. În 1944 a fost tencuită la interior de Ministerul Marinei. Între 1957-1976 acoperișul a fost reparat de Direcția Monumentelor Istorice.  
Biserica din Bălteni este o biserică de plan triconc, cu pronaos mai îngust decât naosul și cu pridvor pe sudul, vestul și nordul pronaosului; nu are turle, clopotnița din lemn de pe pridvor fiind ridicată, probabil, după dărâmarea clopotniței fostului schit. Absida altarului, poligonală la exterior și semicirculară la interior, este supradezvoltată pe axa est-vest, fiind acoperită cu o semicalotă și delimitată de naos printr-o arcadă semicilindrică foarte lată, de fapt un segment de boltă semicilindrică. Este luminată de o fereastră în ax, dreptunghiulară și cu ambrazură interioară evazată, semicirculară la partea superioară. În pereții de nord și sud sunt două nișe simetrice, înalte până la nivelul nașterii semicalotei, plate, semicirculare la partea superioară; nișa de pe nord are funcția de proscomidiar. În dreapta nișei proscomidiei și aproximativ la același nivel cu aceasta, se află o altă nișă plată, semicirculară și care servește păstrării obiectelor de cult. Naosul are spațiul central acoperit cu o calotă cu 2 inele de îngustare, pe pandantivi pe arcade în arc semicircular cu fețele cu cărămidă aparentă și pile din zidărie; arcada vestică este dezvoltată până la dimensiunile unui segment de boltă semicilindrică. Absidele laterale, poligonale la exterior și semicirculare la interior sunt acoperite cu semicalote. Naosul este luminat de două ferestre aflate în axele absidelor laterale și alte două în nișele vestice; ferestrele sunt dreptunghiulare, cu ambrazuri interioare evazate, semicirculare la partea superioară și cu urme ale amplasării anterioare a tocurilor ferestrelor; ferestre mici, similare celor din absida altarului se află spre sud-est și sud-vest, respectiv nord-est și nord-vest. Naosul este separat de pronaos printr-un perete plin, străpuns de o deschidere în segment de cerc la partea superioară și cu ambrazura evazată. Pronaosul dreptunghiular, cu axa lungă pe direcția nord-sud, este acoperit cu o boltă semicilindrică transversală; este luminat de două ferestre dreptunghiulare, pe nord și sud, cu ambrazuri interioare cu două retrageri succesive și care se continuă până la pardoseală.  Accesul în naos este înglobat într-o nișă înaltă, plată, semicirculară la partea superioară; atât partea superioară a ambrazurilor ferestrelor, cât și cea a nișei ușii sunt marcate de cărămizi aparente. O fereastră mică, obturată de șarpanta pridvorului, se află în partea superioară a peretelui de sud. Pridvorul este delimitat de arcade semicirculare pe coloane și parapet înalt, din cărămidă. Coloanele dinspre sud și nord sunt octogonale, cu profil cu traseu rectangular adosat fețelor exterioare și cu capitel pătrat, iar coloanele dinspre vest sunt cruciforme cu câte două retrageri succesive pe fiecare latură și cu capitel, de asemenea, pătrat. Pridvorul are accese dinspre nord, sud și vest, marcate de arcade mai joase și mai late decât celelalte; arcadele de sud și nord sunt semicirculare, iar cea de vest în ușoară acoladă. Este acoperit, spre sud și nord, de bolți cu penetrații, în consolă, iar spre vest de un planșeu drept, din lemn; deasupra părții de vest se află clopotnița cu șarpantă din lemn și cu acces prin scara din lemn aflată în pridvor. Biserica și pridvorul nu au parament unitar. Ușa de acces în pronaos, aflată pe fațada de vest, are ancadrament din piatră cu arcadă în dublă acoladă. O altă caracteristică a planului bisericii cu rapeluri în epocile anterioare, este raportul naos/pronaos, biserica din Bălteni fiind una din puținele biserici al căror pronaos este mai îngust decât naosul. De altfel, nu numai tipul de pronaos este rar, ci și modul de acoperire cu boltă semicilindrică transversală, procedeu întâlnit în arhitectura medievală românească numai la Căluiu (biserica din Bălteni având în comun cu această biserică pridvorul și brâul puternic) și la paraclisul mic al Coziei, ambele datând din ultimul sfert al secolului XVI. Tot vechiului stil aparține paramentul cu asize din cărămidă aparentă în alternanță cu panouri oblonge tencuite imitând piatra fățuită; ceea ce este caracteristic pentru Bălteni și se adaugă impresiei de "stil vechi" este lungimea mai mare a panourilor, tendința epocii fiind aceea de a folosi panouri mai mici și mai regulate. Contraforții sunt, de asemenea, un element rar pentru epocă. Elementul care a atras atenția în cel mai înalt grad prin raritatea sa este pridvorul pe 3 laturi, care cuprinde nu numai pronaosul ci și o parte din naos până în dreptul absidelor laterale. La momentul construirii bisericii, fie acesta chiar și 1626, pridvorul din zid – ca element constitutiv al bisericii – era, încă, un element rar, un exemplu de folosire în forme mai coerente fiind la Biserica Domnească din Târgoviște (1584). Singurul pridvor pe trei laturi în arhitectura românească medievală, este pridvorul bisericii mănăstirii Tismana, monument datat secolul XIV; celălalt "pridvor", este, în fapt, numai un portic ce face legătura (static și optic) între pronaosul târziu, supralărgit, și restul bisericii, databilă spre sfârșitul secolului XVI.